# The Boys
См. также другие значения.
The Boys — британская рок-группа, образованная в 1976 году в Лондоне, Англия бывшими участниками London SS и Hollywood Brats. The Boys вошли в историю как одна из ведущих групп первой британской панк-волны; ресурс Punk77 характеризует их дебютный альбом как один из лучших релизов 1970-х годов, заложивший основы поп-панк-жанра прежде, чем The Buzzcocks вышли на сцену.

## История группы
The Boys записали 4 студийных альбома, третий из которых, To Hell with the Boys, стал в Британии инди-хитом (#4 UK Indie Chart, 1980), и 8 синглов, три из которых — «Kamikaze» (#9, 1980), Termional Love (#30, 1980) и «You Better Move On» (#32, 1980) также входили в инди-чарты. Под псевдонимом The Yobs квартет выпустил четыре рождественских пластинки: один альбом и 3 сингла, некоторые из которых были смешными, другие, согласно Trouser Press, — вызывающе-оскорбительными, как, например, рождественская «Silent Night» («Stille Nacht»), стилизованная под нацистский гимн.
The Boys, согласно Allmusic, были «возможно самой печальной утратой панк-рока. Они могли — должны были — иметь огромный успех. Но этот, несомненно, блестящий концертный бэнд, так и остался прозябать в относительной безвестности, причем успех к континентальной Европе сработал против него».
В числе причин, помешавших квартету, имевшему успех во всех странах Западной Европы, но только не у себя на родине, выйти в высшую лигу британского панка, упоминался тот факт, что «их не одевали — ни <магазин> Sex, ни Малкольм Макларен». Репутация «панковских Beatles» также сослужила группе дурную службу.
Имелись и более серьёзные факторы. Группа, согласно Trouser Press, была «слишком несерьёзно-попсовой для панков, но слишком панковской, чтобы считаться пауэр-попом». The Boys хронически не везло (проблемы с лейблом, а также американским квартетом того же названия) — одним словом (как отмечает рецензент Джим Грин), они определённо «оказались не в нужном месте и не в своё время».
В августе 1999 года четверо участников оригинального состава реформировали The Boys и с тех пор эпизодически выступают на фестивалях и концертах. После успешных лондонских выступлений в декабре 2008 года группа выпустила новый сингл «Jimmy Brown».

## Дискография

### The Boys

#### Студийные альбомы
- The Boys (1977)
- Alternative Chartbusters (1978)
- To Hell with the Boys (1979) #4 UK Indie Charts[3]
- Boys Only (1980)

#### Концертные альбомы
- Live at Roxy (1990)
- Powercut(Unplugged, 1996)
- Live in Concert (1980 & 1977) (совместно с The Vibrators) (1993)

#### Синглы
- «I Don’t Care» / «Soda Pressing» (1977)
- «First Time» / «Watcha Gonna Do» / «Turning Grey» (1977)
- «Brickfield Nights» / «Teacher’s Pet» (1978)
- «Kamikaze» / «Bad Days» (1979) #9 UK Indie Charts
- «Terminal Love» / «I Love Me» (1980) #32
- «You Better Move On» / «Schoolgirls» (1980) #30
- «Weekend» / «Cool» (1980)
- «Let It Rain» / «Lucy» (1980)
- «Svengerland» / «Only A Game» (2002)
- «Jimmy Brown» / «Walk My Dog» (2008)

### The Yobs

#### Альбомы
- The Yobs’ Christmas Album (1979)

#### Синглы
- «Run Rudolph Run» / «The Worm Song» (1977)
- «Silent Night» / «Stille Nacht» (1978)
- «Rub-A-Dum-Dum» / «Another Christmas» (1981)